# ベントン郡区 (アイオワ州カス郡)
ベントン郡区は、アメリカ合衆国、アイオワ州、カス郡にある16の郡区の一つである。2000年の国勢調査で、人口は171人だった。

## 地理
ベントン郡区は、89.4平方キロメートル（34.54平方マイル)で、組み込まれている自治体(incorporated settlements)はない。アメリカ地質調査所によると、この郡区はHighlandとSaint Josephsの2つの霊園が含まれる。